# Jean-Baptiste-François de La Michodière
Jean-Baptiste-François de La Michodière, comte d'Hauteville, né à Paris le 2 septembre 1720, mort à Paris le 2 mai 1797, fut notamment prévôt des marchands de Paris de 1772 à 1778.

## Biographie
De la Michodière est nommé conseiller au Grand Conseil en 1739, puis président en 1750. Il est intendant d’Auvergne en 1753, intendant du Lyonnais du 22 novembre 1757 à 1762, intendant de Rouen en 1762, conseiller d’État en 1758, prévôt des marchands de mars 1772 à 1778 et enfin conseiller d’honneur au Parlement de Paris. Il est l'époux d'Anne Luthier de Saint-Martin.
Il est le créateur à Lyon de la Société royale d'agriculture en 1761. Il aime les statistiques de la population. Il ébauche la première carte démographique de la France.
Sa fille aînée Anne-Adélaïde-Angélique de la Michodière (vers 1745-Paris, 6 septembre 1812), épouse le 24 janvier 1763, à Paris Louis Thiroux de Crosne, conseiller au parlement de Paris.

## Hommages
La rue de La Michodière, originellement orthographiée Delamichodière, du 2e arrondissement et la rue d'Hauteville du 10e arrondissement portent son nom.